# Jesé Rodríguez
Jesé Rodríguez Ruiz (født 26. februar 1993), ofte blot kaldet Jesé, er en spansk fodboldspiller, der spiller i Malaysia for Johor Darul Ta'zim.
Han har desuden spillet adskillige kampe for de spanske ungdomslandshold.

## Klubkarriere

### Real Madrid

#### Ungdom
Født i Las Palmas, De Kanariske Øer, tiltrak Jése sig interesse fra forskellige klubber såsom FC Barcelona da han spillede for Huracán i 2005, men han endte med at skrive kontrakt med Real Madrid's ungdomshold i 2007, med en alder på kun 14 år. Stadig en ung dreng, havde han sin debut den 16. januar 2011 med reserveholdet i Segunda División B, i en kamp som endte på en 5–0 sejr hjemme mod Universidad de Las Palmas CF.

#### 2011–13: Castilla
I juli 2011, blev Jesé ringet op af Real Madrids førsteholdstræner José Mourinho med en forespørgsel om han ville deltage i pre-season-touren, det sagde han så ja til, så han fik sin uofficielle debut med førsteholdet i en venskabskamp den 17. juli, mod Los Angeles Galaxy i det 64 minut i stedet for José Callejón.
Jesé scorede sit første officielle mål for Castilla den 2. oktober 2011 mod La Roda CF, af en assist fra Álvaro Morata. Den 6. december, var han med i truppen i UEFA Champions ude kamp mod AFC Ajax, men han blev på bænken hele kampen som endte i en 3–0-sejr. Seks dage senere var han igen med i truppen i kampen mod SD Ponferradina i den første runde af Copa del Rey og erstattede Cristiano Ronaldo i de sidste 15 minutter i en 2–0-sejr.
Den 24. marts 2012, havde Jesé sin La Liga-debut. Igen i stedet for Ronaldo, i de sidste 10 minutter i en 5–1 hjemmesejr over Real Sociedad. I slutningen af oktober, sagde Mourinho kritisk, at Jesé var blevet brugt i en position i Castilla, der ikke eksisterede i Real Madrids førstehold. To måneder senere sagde Ginés Carvajal, Jesés agent, at de blev nødt til at finde ud af nogle muligheder for Jesés fremtid hvis han ikke permanent blev en del af førsteholdstruppen det følgende år, med et krav at han fik nok spilletid. I februar 2013 syntes Jesé at han gjorde det godt nok til at han burde få chancen for at spille på førsteholdet, da svarede B-træner Alberto Toril at han skulle lære at styre sine følelser, før at det kunne ske.
I maj 2013, kom Madrids præsident Florentino Pérez med den udtalelse, at Zinedine Zidane ikke synes at Jesé skulle forlade klubben på et lån. Den 2. juni, scorede han et solomål i en 4–0-sejr mod AD Alcorcón – med det mål, blev han Real Madrid Castilla mest scorende spiller i en enkel sæson.

#### 2013–2016: Førsteholdet
Ved 2013 FIFA U-20 Verdensmesterskabet, tilstod Jesé at han kunne være på vej væk fra Castilla, på grund af, at han ikke mente at han ville få lov til at spille for førsteholdet. Klubbens tekniske direktør, Miguel Pardeza, klargjorde den 13. juli at Jesé ville blive i klubben, og senere samme måned forlængede han sin kontrakt med fire år.
Jesé havde sin Champions League-debut den 2. oktober 2013, som indskifter i det 81. minut i en 4–0-sejr over F.C. København i gruppespillet. Han scorede sit første konkurrencedygtige mål for Real Madrid i sin første El Clásico-debut den 26. oktober, fra en assist af Ronaldo, som endte i et 2–1-nederlag ude mod FC Barcelona.

## Klubstatistikker
Pr. 18. marts 2014
| Klub                 | Sæson   | Liga  | Cup | Kontinental | Andre1 | Total |     |       |     |    |
| Kampe                | Mål     | Kampe | Mål | Kampe       | Mål    | Kampe | Mål | Kampe | Mål |    |
| -------------------- | ------- | ----- | --- | ----------- | ------ | ----- | --- | ----- | --- | -- |
| Real Madrid Castilla | 2010–11 | 3     | 0   | —           | —      | 0     | 0   | 3     | 0   |    |
| 2011–12              | 39      | 10    | 3   | 2           | —      | 0     | 0   | 42    | 12  |    |
| 2012–13              | 38      | 22    | —   | —           | 0      | 0     | 38  | 22    |     |    |
| Total                | 80      | 32    | 3   | 2           | —      | 0     | 0   | 83    | 34  |    |
| Real Madrid          | 2011–12 | 1     | 0   | 1           | 0      | 0     | 0   | 0     | 0   | 2  |
| 2013–14              | 18      | 5     | 8   | 3           | 5      | 0     | 0   | 0     | 31  | 8  |
| 2014–15              | 0       | 0     | 0   | 0           | 0      | 0     | 0   | 0     | 0   | 0  |
| Total                | 19      | 5     | 9   | 3           | 5      | 0     | 0   | 0     | 33  | 8  |
| Karrieretotal        | 99      | 37    | 12  | 5           | 5      | 0     | 0   | 0     | 116 | 42 |

1 Inkluderer Supercopa de España, UEFA Supercup og FIFA Club World Cup.

## Titler

### Klub
Real Madrid
- UEFA Champions League: 2013–14
- La Liga: 2011–12
- Copa del Rey: 2013–14

Real Madrid Castilla
- Segunda División B: 2011–12

### Landshold
Spanien U-19
- UEFA European Under-19 Championship: 2012

Spanien U-17
- UEFA European Under-17 Championship: Runner-up 2010

### Individuel
- UEFA European Under-19 Championship: Golden Boot 2012
- FIFA U-20 World Cup: Bronze Boot 2013